# KETpic
KETpic (ケトピック、Kisarazu Educational Tpic) は、LaTeX文書に数式処理システム(CAS)で作成した図を挿入することができるマクロパッケージである。現在は、Maple 版、Mathematica 版、Scilab 版およびMaxima 版が開発されている。

## 特徴
- TeX ファイルと同じフォントが使用できる。
- ステレオグラムを容易に作図できる。
- スケルトン画法を使用できる。

## リンク
- Kisarazu Mathematics[リンク切れ]
- KETpic.com
- KETpic+TeXによる図入り教材作成支援 - atwiki（アットウィキ）